# Maria Ommegang (Bergen op Zoom)
De Maria Ommegang te Bergen op Zoom is een jaarlijks terugkerende processie, georganiseerd door het Lievevrouwegilde, die door de binnenstad van Bergen op Zoom trekt op de laatste zondag van de maand juni.

## Historie

### Oorspronkelijke Kruis
Rond 1360 was op het strand van de Oosterschelde bij Bergen op Zoom een eikenhouten koningscrucifix aangespoeld, een bekleed beeld met koningskroon. Na de vondst werd het beeld in processie de stad binnengedragen, waarop besloten werd ter ere van dit mirakel jaarlijks een ommegang te houden. De oudst bewaarde stadsrekening (1413) maakte melding van de Cruysommeganck op de zondag na Beloken Pasen, waarna de jaarlijkse paasmarkt begon. Onzeker is, of door deze vondst Bergen op Zoom een bedevaartsplaats werd, omdat daarover geen bronvermeldingen bestaan. Wel nam het crucifix een belangrijke plaats in in de St. Gertrudiskerk, waar het midden in het gebouw op het Heilige Kruisaltaar geplaatst werd voor verering (Het kruis ging in 1580 door brand verloren).
De Kruis Ommegang werd een belangrijke gebeurtenis, die gefinancierd werd door de gemeente. In de loop der tijd werd ook het beeld van Maria van het Lievevrouwegilde meegedragen in de stoet. Op 23 april 1572 werd de Ommegang door het gemeentebestuur verboden.

### Mariaverering in Bergen op Zoom
Al in 1470 werd voor de Maria-verering een kapel ingericht, waarin het beeld van de Onze-Lieve-Vrouwe in de Zon was geplaatst. Het beeld dankte zijn naam aan de “zon” die de stralenkrans rond het hoofd van Maria verbeeldde. Het onderhoud van de kapel kwam in handen te liggen van een speciaal opgericht gilde, het Onze-Lieve-Vrouwegilde (waarvan o.a. Jacob Obrecht lid is geweest).
In 1482 werd door de Luikse bisschop bepaald, dat hij aan eenieder die het Marialof zou bijwonen een aflaat zou verlenen. Hierdoor nam het belang van de Maria-cultus alleen maar toe. Het was ook rond die tijd, dat het Mariabeeld tijdens de Kruis Ommegang werd meegedragen door leden van het gilde.
In de periode 1520 - 1540 daalde de belangstelling voor de Mariaverering om in de jaren 1540 - 1566 een opleving te kennen. Door de Beeldenstorm in 1566 werd het feest op van Maria-Tenhemelopneming op 15 augustus niet gevierd, wat tevens voor de daaropvolgende jaren ging gelden. Toen Bergen op Zoom in 1580 onder Calvinistisch bestuur kwam, kwam de Mariacultus te vervallen. Het Mariabeeld ging in deze periode verloren.

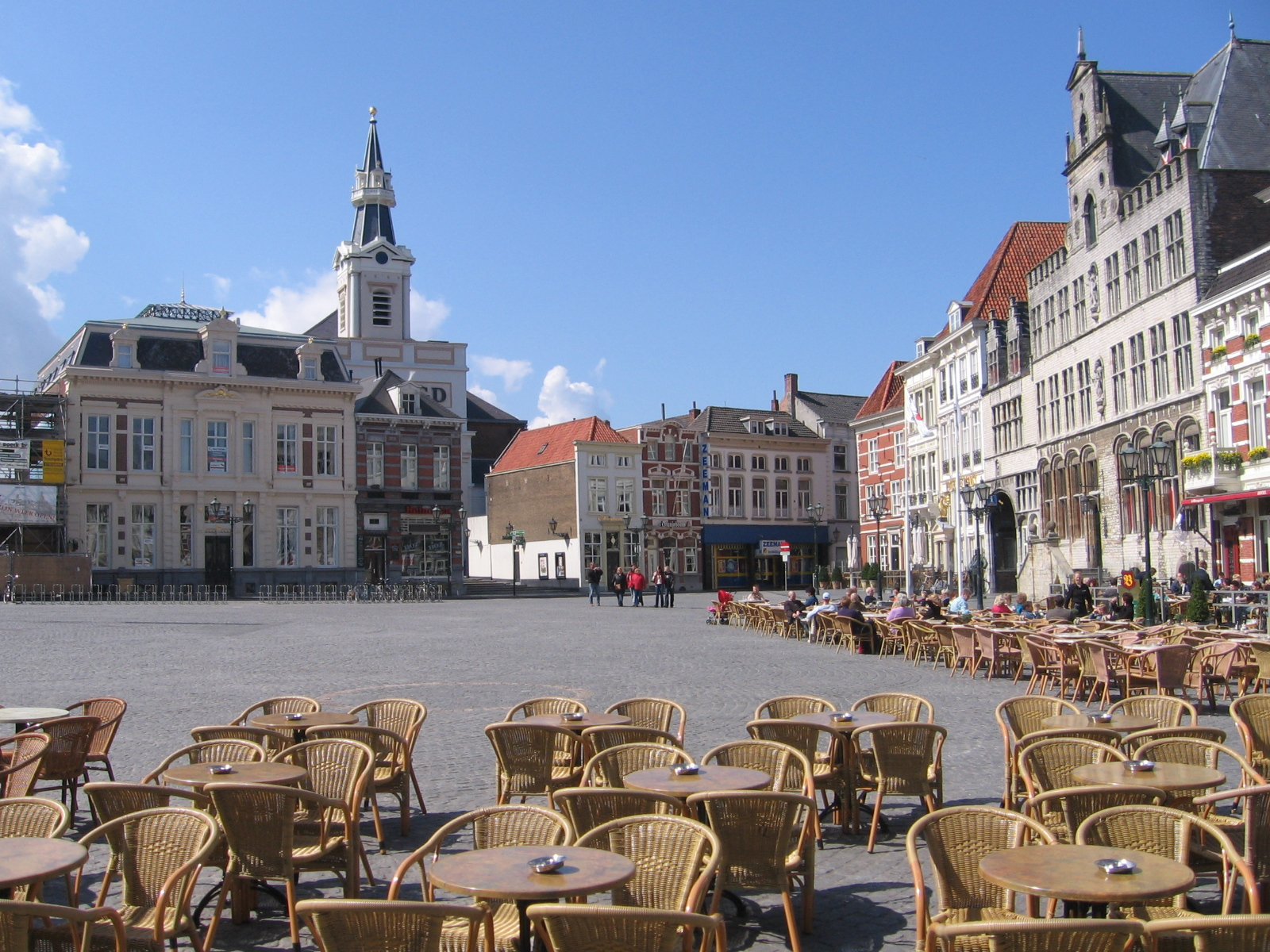
Voormalig Heilige Maagd kerk aan Grote Markt

Vanaf 1651 ontstond in Bergen op Zoom een schuilkerk, die de naam Onze-Lieve-Vrouw Hemelvaart kreeg. Deze kerk werd in 1829 (mede door toedoen van koning Willem I) vervangen door een waterstaatskerk, de Heilige Maagd Kerk. In deze kerk vonden vanaf 1900 op 15 augustus weer processies plaats ter ere van de Maagd Maria.

### Ontstaan moderne Maria Ommegang
Op 15 augustus 1942, de dag van de viering van Maria ten Hemelopneming, riep de kapelaan Ooijens van de Heilige Maagd Kerk op om een jaarlijkse Ommegang te organiseren als de stad behoed zou blijven voor groot oorlogsgevaar. Tijdens de oorlogsjaren werd deze ommegang als een processie binnen de parochiekerk (de Maagd Maria)gehouden omdat een stoet op straat door de bezetter niet werd toegestaan. Op 15 augustus 1945 liep opnieuw een Ommegang door de straten van Bergen op Zoom, ditmaal ter ere van de Hoge Lieve Vrouw van Bergen. Hieraan werd door alle parochies in Bergen op Zoom een bijdrage geleverd. De benaming Hoge Lieve Vrouw van Bergen vindt zijn oorsprong in het feit, dat het Mariabeeld in de 15e eeuw hoog in de St. Getrudiskerk hing.

## Opbouw van de processie
De Ommegang is sinds 1945 diverse malen aangepast en is opgebouwd uit diverse gedeelten, die betrekking hebben op de Maagd Maria en de geboorte van haar zoon, Jezus Christus.

### Opening
Via een heraut wordt het (jaarlijks veranderend) thema van de Maria Ommegang verkondigd. In deze opening wordt ook de Mariastandaard meegedragen en de medaille die door paus Pius XII aan het Lievevrouwegilde werd geschonken.

### Historie
Dit gedeelte bestaat uit twee groepen:
- Heiligen van Stad en Land: Uitgebeeld worden St. Gertrudis, patrones van Bergen op Zoom, en de Heilige Marie Adolphine, een martelares die afkomstig was uit Ossendrecht
- Markiezen van Bergen op Zoom

### Oude Testament
Via de verdrijving uit het paradijs (Eva en de duivel) worden verhalen uit het Oude Testament verbeeld, die reeds een voorbode zijn van de komst van de Verlosser. Centraal hierbij staan o.a. de profeten, waaronder Jesaja en Jeremia.

### Nieuwe Testament
In dit gedeelte staan de Zeven Vreugden van Maria en de Vijf Geheimen van het Licht centraal. De Zeven Vreugden van Maria werden door paus Pius XII vastgelegd bij het eeuwfeest van de Mariaverschijning te Lourdes. De Vijf Geheimen van het Licht werden in 2003 door paus Johannes Paulus II toegevoegd aan het Rozenkransgebed.

### Bidtocht
In dit gedeelte wordt het Mariabeeld meegedragen gevolgd door gelovigen, die via zang en gebed eer brengen aan Maria. Het houten Mariabeeld stamt uit 1951 en bevindt zich door het jaar heen in de Mariakapel van het Markiezenhof.

## Veranderingen
Ondanks een discussie in 1963 over de opzet van de Maria Ommegang –die te katholiek zou zijn- bleef de opzet van de stoet gehandhaafd. Wel werd gehoor gegeven aan de kritiek, dat de stoet op 15 augustus door de straten trok, wat betekende, dat het in veel gevallen op een doordeweekse werkdag viel. Hierop werd besloten dat de Ommegang voortaan iedere 3e zondag van augustus gehouden zou worden. Slechte weersomstandigheden (waardoor bijvoorbeeld de stoet in 1986 werd afgelast en een alternatieve processie in de kerk plaatsvond) deden het bestuur ertoe besluiten om de processie te vervroegen naar de 3e week van juni.
Om de toekomst van de Ommegang te garanderen worden er nog steeds veranderingen toegepast in de stoet, dit om de afnemende belangstelling voor de stoet te keren. Zo worden elementen aan de Ommegang toegevoegd, die het beeldende karakter van de stoet moeten verhogen. Zo lopen er vanaf 2008 twee “reuzen” mee: St. Christoffel en Goliath.

## Bijzonderheden
Opvallend tijdens de Kruis Ommegang was de deelname van de Blauwschuit. Op dit schip bevonden zich dwazen en grappenmakers, die de draak staken met het gewone leven. De Blauwschuit (of Blauwe Schuit, zoals hij tegenwoordig bekend is) rijdt nu mee als vast onderdeel van de Carnavalsoptocht in Bergen op Zoom.
Mocht het op de dag van de Maria Ommegang toch slecht weer zijn, dan wordt een alternatieve processie gehouden in de St. Gertrudiskerk.